# 볼보 9700
볼보 9700(영어: Volvo 9700)은 스웨덴 볼보버스사가 생산하는 대형 코치로 2001년에 카루스 스타, 벡터, 리저널 모델의 후속으로 출시되었다.

## 소개
당시 카루스 모델은 북유럽 국가에서 많은 성공을 거두고 있었고 이와는 별도로 유럽 지역에서 7450과 7550이라는 모델로 출시했다. 2001년에 카루스 스타, 벡터, 리저널 모델의 후속으로 출시되었고, 폴란드를 비롯한 여러 유럽 국가에서 생산이 들어갔다. 출시 당시 9700H, 9700HD 차종이 출시된데 이어 SD급 차량인 9700S까지 생산되었다. 2006년에 마이너 체인지를 하면서 가을부터 생산하기 시작했다. 2007년에 유럽 버스 저널리스트(영어: European Bus Journalists)와 2008년에 올해의 코치로 (영어: Coach of the Year 2008) 선정되었다. 2009년 유로5 엔진 탑재와 동시에 B13R 샤시를 사용하기 시작했고 2012년에 마이너 체인지가 되면서 9700UG란 모델을 출시하게 되었다. 유로6 엔진 탑재와 동시에 외장 및 내장 모두 마이너 체인지가 되었다. 2018년부터 멕시코 시장용으로 도입되고 있는 9800과 동일한 사양으로 풀체인지가 되었다. 이로써 17년동안 계속 사용된 장수 디자인은 막을 내렸다. 다만 북아메리카 시장에서는 기존 디자인을 현행대로 도입하고 있다.

## 사진

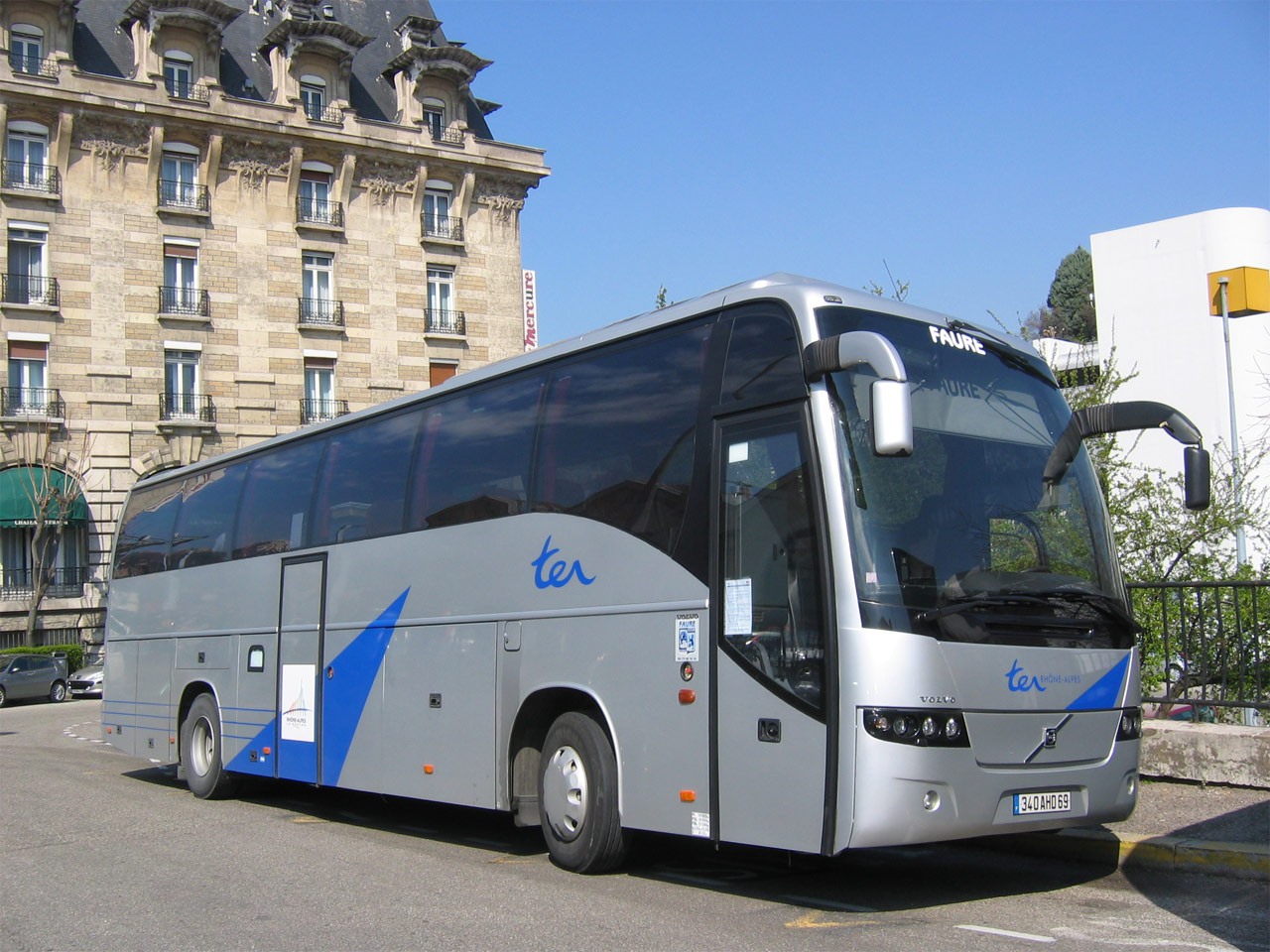
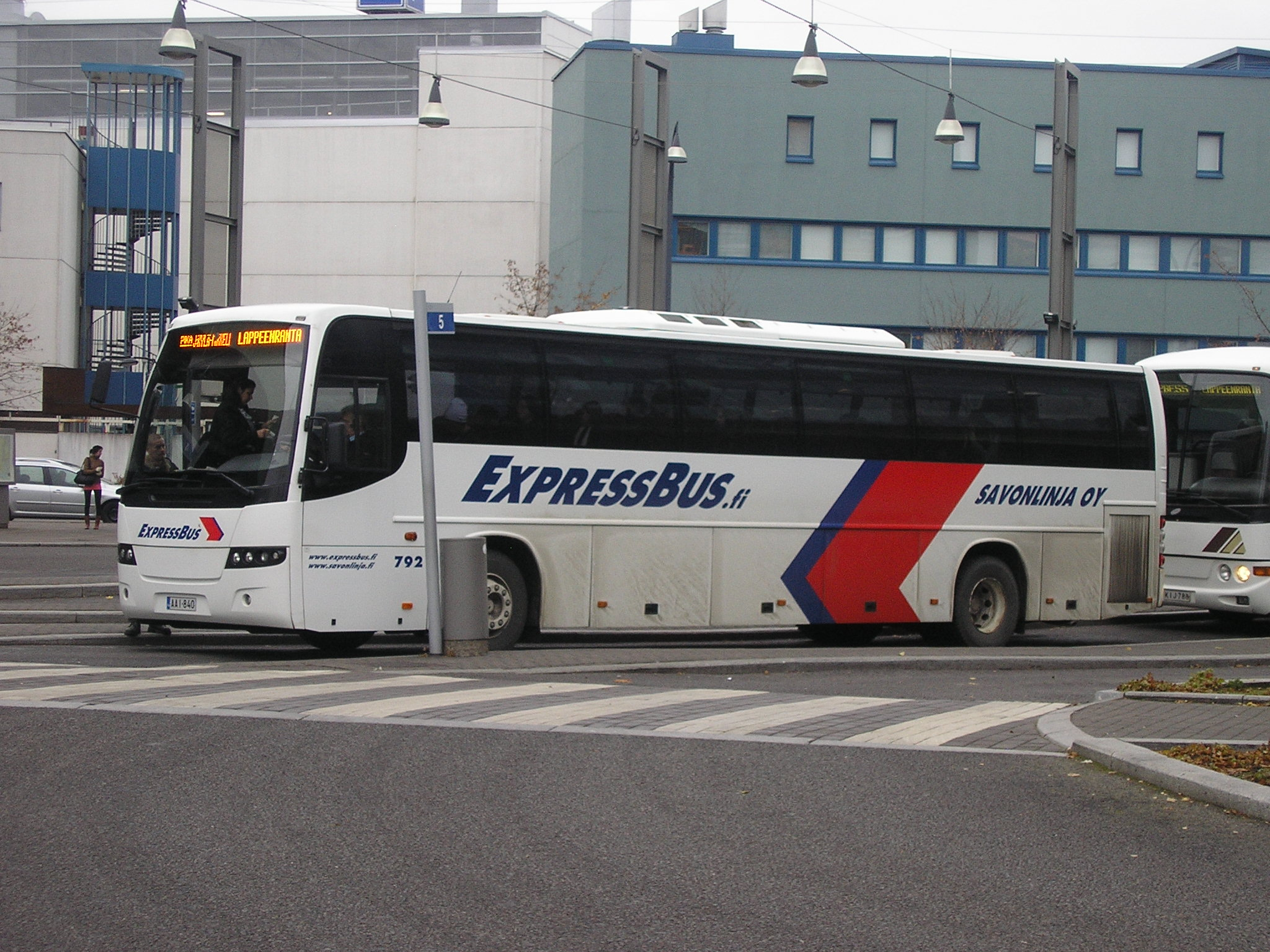
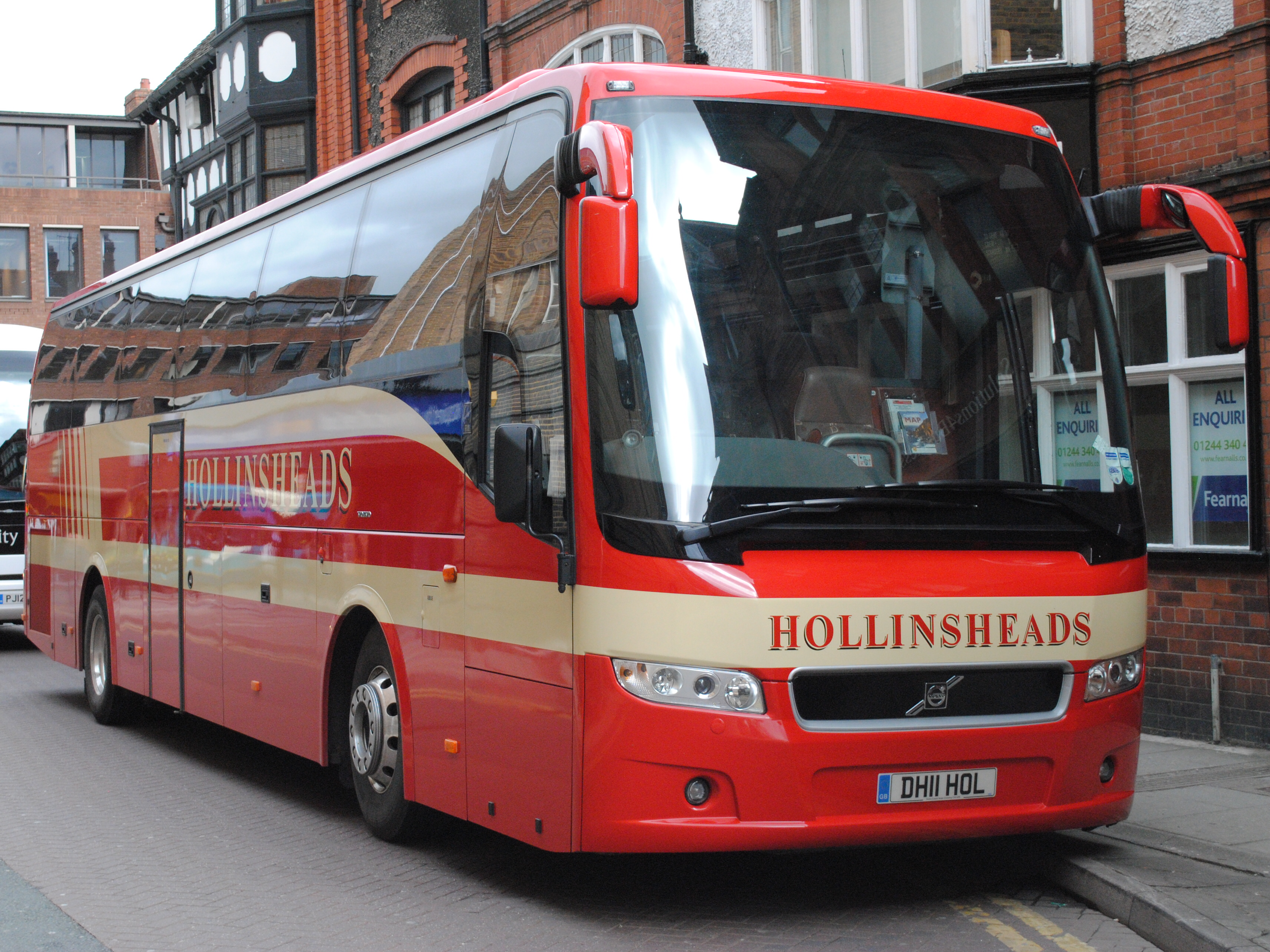
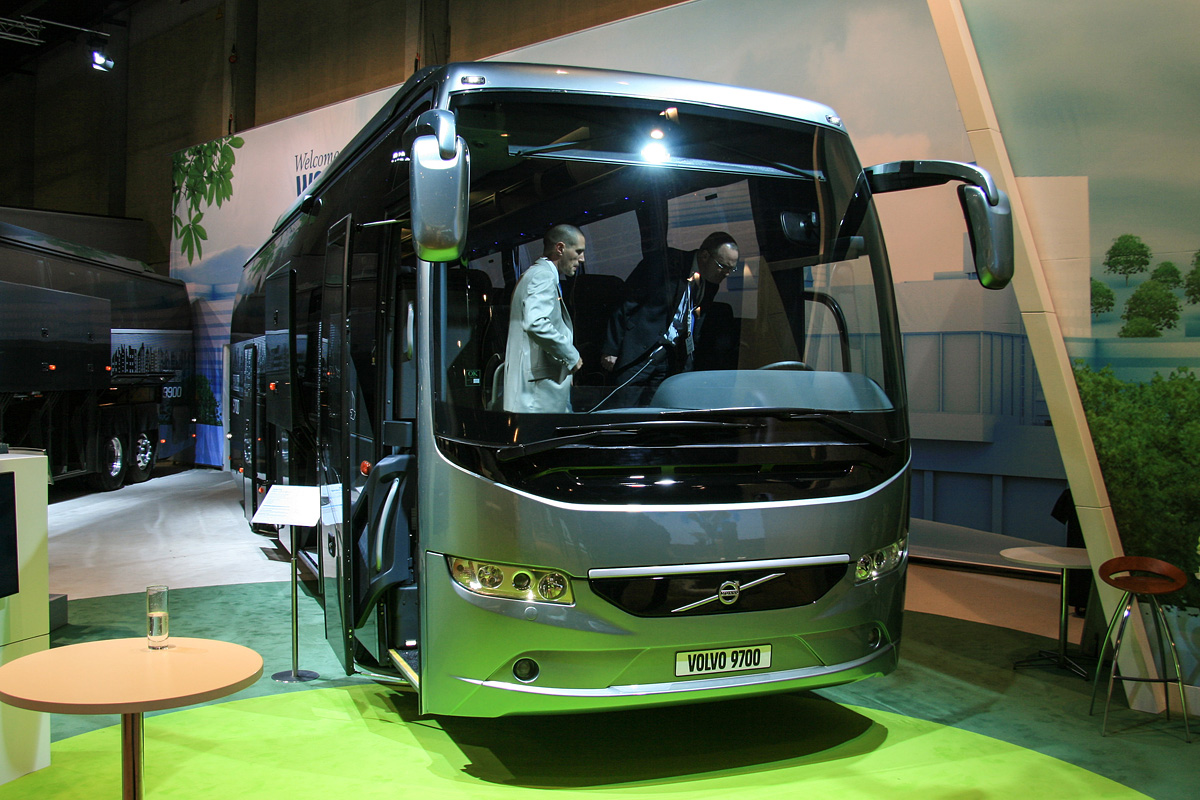
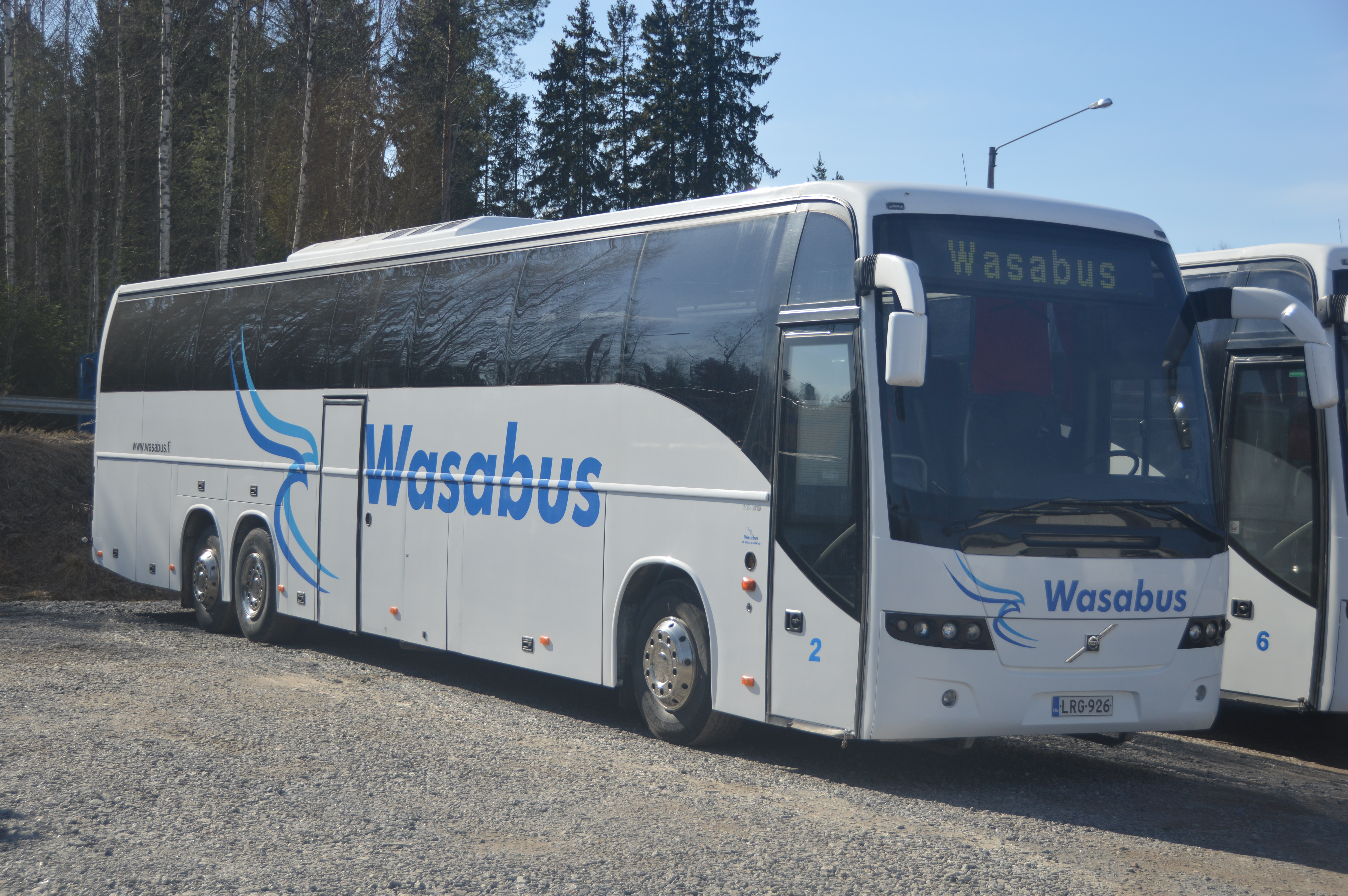
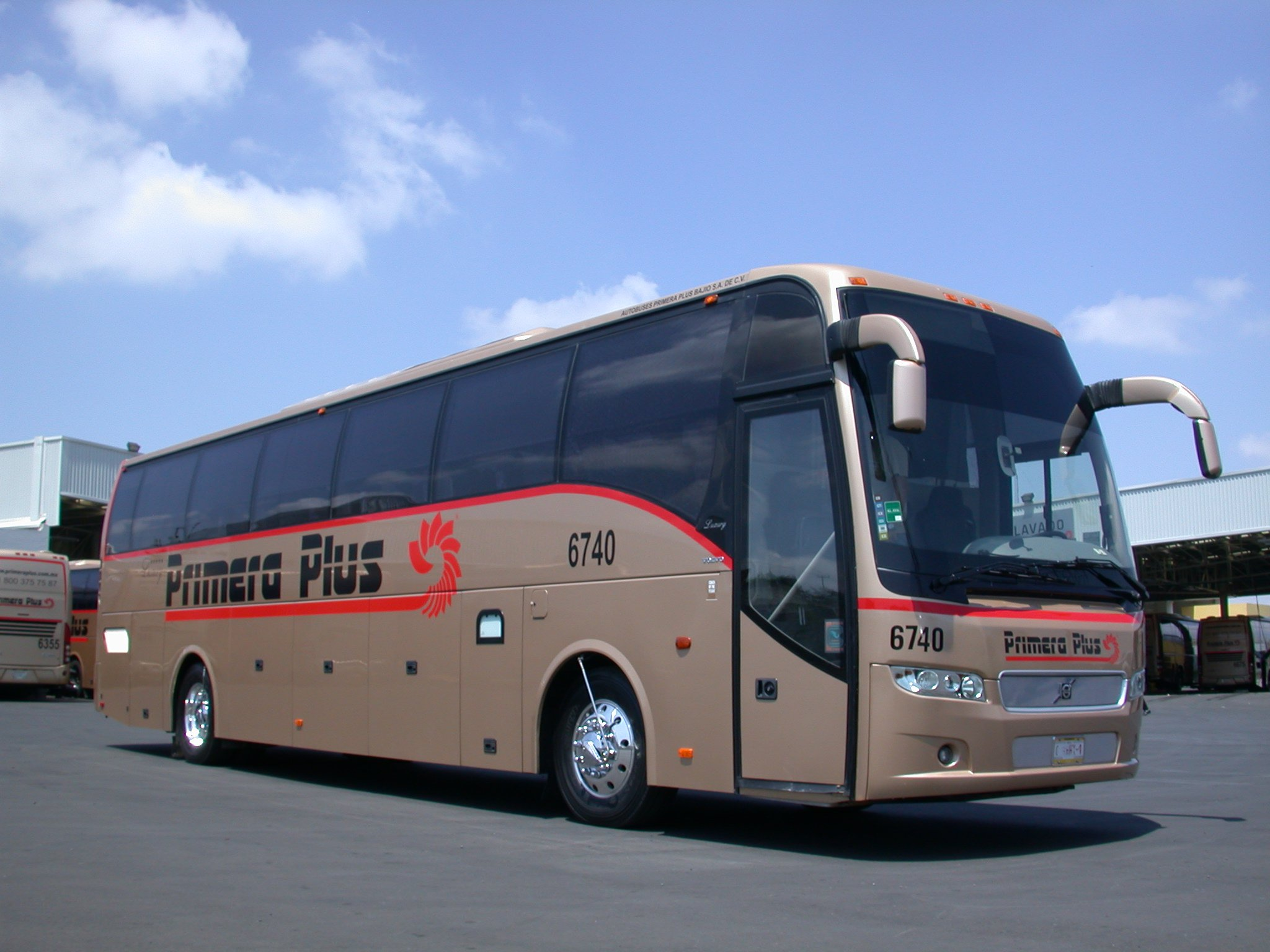
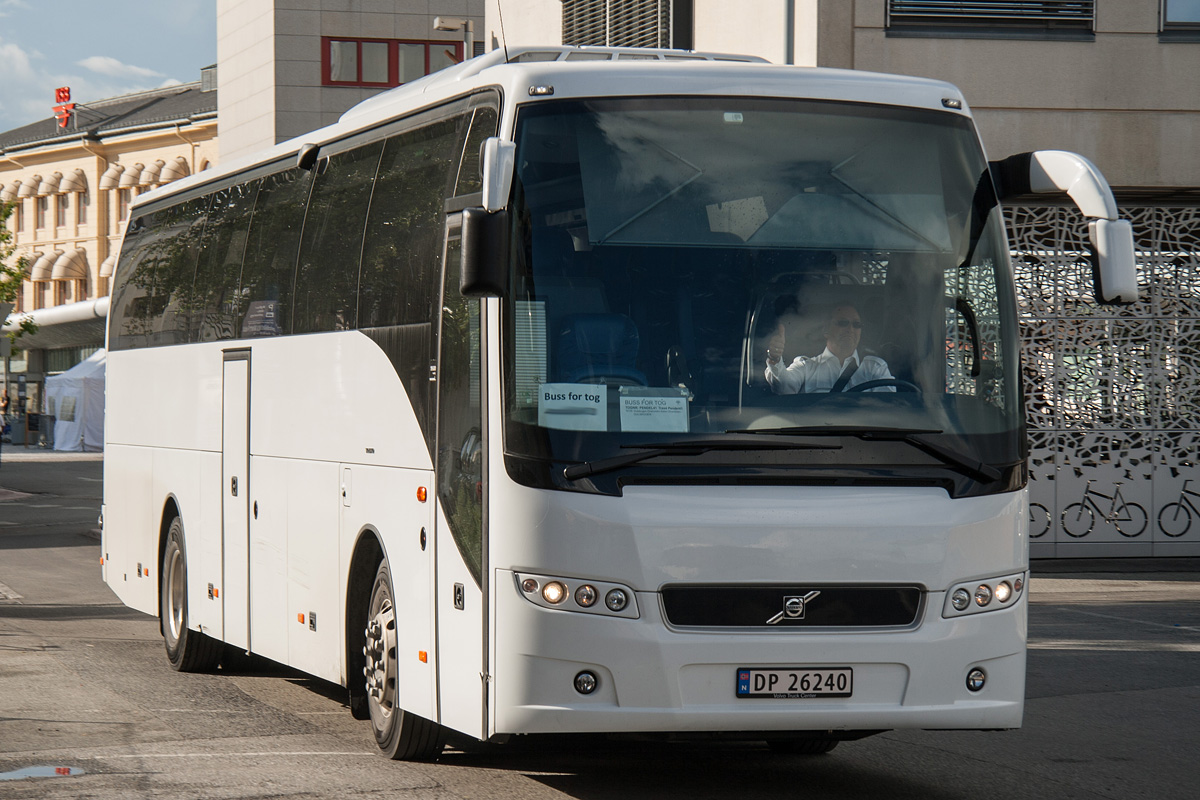

## 라인업
- 9500
- 9700S
- 9700H
- 9700HD